# دنگ لی چون

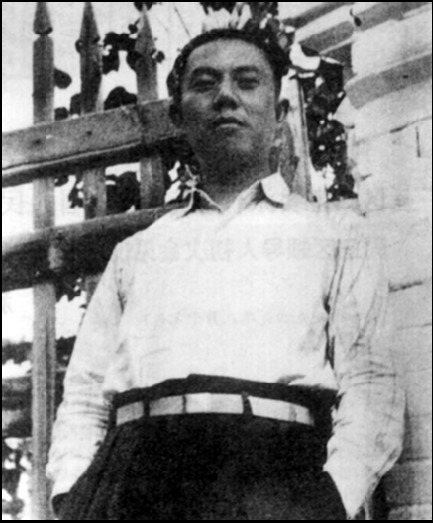
دنگ لی چون ۱۹۴۹

دِنگ لی چون (به چینی: 邓力群، DENG LIQUN) (زاده ۲۷ اکتبر ۱۹۱۵ – درگذشته ۲ فوریه ۲۰۱۵) سیاستمدار و تئوریسین کمونیست چین بود.

## زندگی‌نامه
وی قبل از پیروزی حزب کمونیست در چین، به همراه مائو زدونگ در شهر یان ئان بوده و رئیس بخش آموزش دانشکده مارکسیسم آنجا بود. در هنگام انقلاب سال ۱۹۴۹ به شین جیانگ (سین کیانگ) اعزام شده و نماینده دولت مرکزی در بخش سوم این استان و سپس رئیس بخش تبلیغات آن جا شد. سپس در سال ۱۹۵۲ به مرکز پکن بازگشته و از اکتبر همان سال تا آوریل ۱۹۵۸ رئیس گروه امور اداری دبیرخانه حزب شد.
وی پس از سال ۱۹۸۰ رئیس دفتر پژوهش‌های سیاسی دبیرخانه حزب و سپس بین سال‌های ۱۹۸۳ تا ۱۹۸۵ رهبر بخش تبلیغات شد. وی جز مقامات بلندپایه چین به‌شمار نمی‌رفت با این حال نفوذ وی از منصب و جایگاهش بسیار فراتر بود که این امر صرفاً به خاطر این نبود که وی بر خلاصه گزارش‌های اطلاعاتی تأثیر گذار که هر دو روز یکبار از دبیرخانه حزب برای مقامات ارشد ارسال می‌شد نظارت داشت؛ او به تهیه متن بسیاری از سخنرانی‌های دنگ شیائو پینگ کمک می‌کرد؛ و لینا دختر مائو، یو رومو همسر چن یون، و یکی از منشی‌های چن یون جزو کارکنان دفتر وی بودند.